# Route principale 22 (Suisse)
Pour les articles homonymes, voir H22 et Route 22.
La Route principale 22 est une route principale suisse reliant Herzogenbuchsee à Murten. Elle est une variante de la route principale 1.

## Parcours
- Herzogenbuchsee
- Wiedlisbach
- Soleure
- Büren
- Lyss
- Aarberg
- Kerzers
- Murten